# Phelsuma guentheri
Phelsuma guentheri är en ödleart som beskrevs av  George Albert Boulenger 1885. Phelsuma guentheri ingår i släktet Phelsuma och familjen geckoödlor. IUCN kategoriserar arten globalt som starkt hotad. Inga underarter finns listade i Catalogue of Life.